# 충청남도 공무원교육원
충청남도공무원교육원(忠淸南道公務員敎育院)은 충청남도청 소속 공무원의 교육훈련과 직무교육을 위하여 충청남도청 산하에 설치된 직속기관이다.
교육원장은 지방부이사관으로 보한다.

## 연혁
- 1963년 1월 1일: 충청남도공무원훈련원 설치
- 1963년 5월 31일: 충청남도지방공무원교육원으로 변경
- 1976년 5월 26일: 교육원 이전(도청구내 -> 대전시 괴정동 산 10-7)
- 1994년 8월 16일: 현재의 위치로 교육원 신축이전(공주시 금흥동 101)
- 2012년 12월 31일: 충청남도 공무원교육원으로 개칭

## 조직
- 원장
- 교육총괄과
  - 교육원 소관사무의 종합계획 수립·조정
  - 교육훈련계획 수립 및 교육프로그램 개발
  - 원내 인사, 복무, 문서, 보안, 비밀, 공인관리
  - 연수생 후생 복지
  - 청사 등 교육시설물 관리
  - 생활관 및 교육용 물품관리 등
- 교육운영과
  - 기본·장기·전문과정 교육운영계획 수립·시행
  - 사이버 교육계획 수립·시행
  - 평가계획 수립·시행, 교육 설문조사·분석, 건의사항 처리
  - 교육생 선발·수료 통보
  - 음향, 조명, 시청각 등 교육기자재 관리
  - 외국어프레젠테이션 경연대회 운영
- 역량개발평가과
  - 역량교육 및 역량평가 계획 수립·운영
  - 역량교육 FT강사 및 평가위원 양성·관리
  - 역량교육 및 평가과제 개발
  - 역량교과 편성 및 교재 발간 등